# Olga Menčíková
Olga Menčíková (anglicky Olga Menchik, provdaná Olga Menchik-Rubery, rusky Ольга Францевна Менчик), (* 16. února 1908, Moskva, Rusko - 26. června 1944, Londýn, Spojené království) byla československá šachistka, mladší sestra sedminásobné mistryně světa v šachu Věry Menčíkové. Narodila se v Moskvě ve smíšené rodině, kde otec byl Čech a matka Angličanka a prožila tam dětství až do 13 let. Poté se v roce 1921 celá rodina přestěhovala do Anglie, kde se usídlila v Hastingsu. Přesto však celý život reprezentovala Československo. Zahynula spolu s matkou a sestrou Věrou při německém raketovém ostřelování Londýna.

## Soutěže jednotlivkyň
V lednu roku 1926 skončila na ženském mistrovství Londýna třetí a roku 1927 skončila na ženském mistrovství Londýna druhá vždy za svou sestrou Věrou. V roce 1928, kdy už její sestra kvůli věku startovat nemohla, skončila opět druhá.

### Turnaje mistrovství světa žen
Dvakrát se zúčastnila turnaje o titul mistryně světa v šachu (1935 ve Varšavě, kde skončila na čtvrtém místě, a 1937 ve Stockholmu, kde se umístila na sedmnáctém až dvacátém místě.
| Rok  | Turnaj                           | Místo     | Výsledek | Pořadí  |
| 1935 | 5. mistrovství světa v šachu žen | Varšava   | +3 =1 =5 | 4.      |
| 1937 | 6. mistrovství světa v šachu žen | Stockholm | 6,5/14   | 17.-20. |